# Europacupen i alpin skidåkning 2016/2017
Europacupen i alpin skidåkning 2016/2017 är den X:a upplagan av europacupen. Den inleddes i finska Levi den 29 november 2017 och avslutas den 19 mars 2017 i italienska Innichen.
Regerande europacupvinnare från föregående säsong är Maren Skjøld, Norge och Bjørnar Neteland, Norge.

## Beskrivning
| DH | Störtlopp                           |
| SG | Super-G                             |
| GS | Storslalom                          |
| SL | Slalom                              |
| P  | Parallellstorslalom/Parallellslalom |
| CE | Stadsevenemang                      |
| AK | Alpin kombination                   |
| LT | Lagtävling                          |

## Tävlingsschema och resultat

### Herrar[3]
| Datum            | Plats                | Disciplin | Etta                 | Tvåa                     | Trea                  | Detaljer |
| ---------------- | -------------------- | --------- | -------------------- | ------------------------ | --------------------- | -------- |
| 29 november 2016 | Levi                 | SL        | Leif Kristian Haugen | Jonathan Nordbotten      | Reto Schmidiger       | Resultat |
| 30 november 2016 | Levi                 | SL        | Marc Digruber        | Mark Engel               | Leif Kristian Haugen  | Resultat |
| 3 december 2016  | Gällivare            | GS        | Cyprien Sarrazin     | Eemeli Pirinen           | Simon Maurberger      | Resultat |
| 14 december 2016 | Obereggen            | SL        | Loic Meillard        | Jean-Baptiste Grange     | Daniel Yule           | Resultat |
| 16 december 2016 | Val di Fassa         | SL        | Daniel Yule          | Jean-Baptiste Grange     | Tommaso Sala          | Resultat |
| 17 december 2016 | Kronplatz            | P         | Reto Schmidiger      | Maxime Rizzo             | Emil Johansson        | Resultat |
| 20 december 2016 | Reiteralm            | SG        | Bjørnar Neteland     | Gian Luca Barandun       | Thomas Dressen        | Resultat |
| 21 december 2016 | Reiteralm            | SG        | Christoph Krenn      | Mauro Caviezel           | Christoph Walder      | Resultat |
| 5 januari 2017   | Wengen               | SG        | Mattia Casse         | Niklas Köck              | Daniel Hemetsberger   | Resultat |
| 6 januari 2017   | Wengen               | SG        | Mattia Casse         | Thomas Biesemeyer        | Stefan Rogentin       | Resultat |
| 9 januari 2018   | Davos                | GS        | Marcus Monsen        | Samu Torsti              | Rasmus Windingstad    | Resultat |
| 10 januari 2017  | Davos                | GS        | Samu Torsti          | Rasmus Windingstad       | Marcel Mathis         | Resultat |
| 11 januari 2017  | Zell am See          | SL        | Matej Vidovic        | Ramon Zenhaeusern        | Leif Kristian Haugen  | Resultat |
| 12 januari 2017  | Zell am See          | SL        | Thomas Hettegger     | Leif Kristian Haugen     | Christian Hirschbuehl | Resultat |
| 16 januari 2017  | Kitzbuehel           | SL        | Gilles Roulin        | Adrian Smiseth Sejersted | Nicolas Raffort       | Resultat |
| 19 januari 2017  | Val d'Isère          | GS        | Cyprien Sarrazin     | Samu Torsti              | Rasmus Windingstad    | Resultat |
| 20 januari 2017  | Val d'Isère          | GS        | Gino Caviezel        | Cyprien Sarrazin         | Marcel Mathis         | Resultat |
| 23 januari 2017  | Meribel              | SG        | Gilles Roulin        | Adrian Smiseth Sejersted | Stefan Rogentin       | Resultat |
| 24 januari 2017  | Meribel              | AK        | Marcus Monsen        | Bjørnar Netteland        | Gino Caviezel         | Resultat |
| 26 januari 2017  | Meribel              | DH        | Johannes Kröll       | Sebastian Arzt           | Matteo de Vettori     | Resultat |
| 27 januari 2017  | Meribel              | DH        | Gilles Roulin        | Stefan Rogentin          | Verner Heel           | Resultat |
| 1 februari 2017  | Hinterstoder         | AK        | Gilles Roulin        | Stefan Rogentin          | Guglielmo Bosca       | Resultat |
| 2 februari 2017  | Hinterstoder         | DH        | Gilles Roulin        | Gian Luca Barandun       | Daniel Danklmaier     | Resultat |
| 2 februari 2017  | Hinterstoder         | DH        | Gilles Roulin        | Christian Walder         | Manuel Schmid         | Resultat |
| 3 februari 2017  | Hinterstoder         | SG        | Gilles Roulin        | Niklas Köck              | Christopher Neumayer  | Resultat |
| 8 februari 2017  | Jasna                | GS        | Rasmus Windingstad   | Gino Caviezel            | Samu Torsti           | Resultat |
| 9 februari 2017  | Jasna                | GS        | Elia Zurbriggen      | Cyprien Sarrazin         | Gino Caviezel         | Resultat |
| 11 februari 2017 | Zakopane             | SL        | Reto Schmidiger      | Matej Vidovic            | Dominik Stehle        | Resultat |
| 12 februari 2017 | Zakopane             | SL        | Marc Digruber        | Marc Rochat              | Christian Hirschbuehl | Resultat |
| 17 februari 2017 | Oberjoch             | GS        | Elia Zurbriggen      | Daniel Meier             | Marcel Mathis         | Resultat |
| 18 februari 2017 | Oberjoch             | GS        | Cyprien Sarrazin     | Loic Meillard            | Elia Zurbriggen       | Resultat |
| 19 februari 2017 | Oberjoch             | SL        | Marc Digruber        | Marc Rochat              | Riccardo Tonetti      | Resultat |
| 20 februari 2017 | Sarntal              | SG        | Christian Walder     | Gian Luca Barandun       | Johannes Kröll        | Resultat |
| 22 februari 2017 | Sarntal              | DH        | Joachim Puchner      | Ramon Zuercher           | Manuel Schmid         | Resultat |
| 23 februari 2017 | Sarntal              | AK        | Sandro Simonet       | Daniel Danklmaier        | Dominik Schwaiger     | Resultat |
| 23 februari 2017 | Sarntal              | DH        | Johannes Kröll       | Stefan Rogentin          | Daniel Hemetsberger   | Resultat |
| 18 mars 2017     | Innichen-San Candido | GS        | Elia Zurbriggen      | Samu Torsti              | Daniel Meier          | Resultat |
| 19 mars 2017     | Innichen-San Candido | SL        | Ramon Zenhaeusern    | Christian Hirschbuehl    | Reto Schmidiger       | Resultat |
| 19 mars 2017     | Innichen-San Candido | SL        | Marc Rochat          | Matej Vidovic            | Reto Schmidiger       | Resultat |

### Damer[4]
| Datum             | Plats                | Disciplin | Etta                      | Tvåa                      | Trea                      | Detaljer |
| ----------------- | -------------------- | --------- | ------------------------- | ------------------------- | ------------------------- | -------- |
| 4 december 2016   | Trysil               | SS        | Kristin Lysdahl           | Simone Wild               | Elisabeth Kappaurer       | Resultat |
| 5 december 2016   | Trysil               | S         | Maren Skøld               | Chiara Mair               | Katharina Gallhuber       | Resultat |
| 6 december 2016   | Trysil               | S         | Maren Wiesler             | Chiara Mair               | Katharina Gallhuber       | Resultat |
| 8 december 2016   | Kvitfjell            | SS        | Clara Direz               | Kristin Lysdahl           | Camille Rast              | Resultat |
| 9 december 2016   | Kvitfjell            | SG        | Dajana Dengscherz         | Kajsa Vickhoff Lie        | Kristin Lysdahl           | Resultat |
| 10 december 2016  | Kvitfjell            | AK        | Kristina Riis-Johannessen | Rahel Kopp                | Nadine Fest               | Resultat |
| 15 december 2016  | Andalo               | SS        | Simone Wild               | Elisabeth Kappaurer       | Kristin Lysdahl           | Resultat |
| 16 december 2016  | Andalo               | S         | Resi Stiegler             | Maren Skøld               | Katharina Gallhuber       | Resultat |
| 17 december 20176 | Kronplatz            | P         | Katharina Gallhuber       | Meta Hrovat               | Anna Swenn-Larsson        | Resultat |
| 10 januari 2017   | Saalbach             | SL        | Christina Ager            | Federica Sosio            | Kristin Lysdahl           | Resultat |
| 11 januari 2017   | Saalbach             | SL        | Christina Ager            | Katja Grossmann           | Laura Pirovano            | Resultat |
| 16 januari 2017   | Zinal                | SS        | Kristina Riis-Johannessen | Meta Hrovat               | Kristin Lysdahl           | Resultat |
| 17 januari 2017   | Zinal                | SS        | Jessica Hilzinger         | Kristina Riis-Johannessen | Kristin Lysdahl           | Resultat |
| 19 januari 2017   | Melchsee Frutt       | S         | Marina Wallner            | Anna Swenn-Larsson        | Christina Geiger          | Resultat |
| 20 januari 2017   | Melchsee Frutt       | S         | Jessica Hilzinger         | Marina Wallner            | Katharina Gallhuber       | Resultat |
| 24 januari 2017   | Davos                | SL        | Kristina Riis-Johannessen | Kristin Lysdahl           | Sabrina Maier             | Resultat |
| 25 januari 2017   | Davos                | SL        | Sabrina Maier             | Christina Ager            | Kristina Riis-Johannessen | Resultat |
| 26 januari 2017   | Davos                | SG        | Stephanie Brunner         | Laura Gauche              | Rosina Schneeberger       | Resultat |
| 27 januari 2017   | Davos                | SG        | Nadine Fest               | Anna Hofer                | Kristin Lysdahl           | Resultat |
| 30 januari 2017   | Chatel               | AK        | Nadine Fest               | Rosina Schneeberger       | Estelle Alphand           | Resultat |
| 30 januari 2017   | Chatel               | SG        | Nadine Fest               | Rosina Schneeberger       | Kristina Riis-Johannessen | Resultat |
| 1 februari 2017   | Chatel               | SG        | Kristina Riis-Johannessen | Sabrina Maier             | Anna Hofer                | Resultat |
| 2 februari 2017   | Chatel               | SS        | Kristin Lysdahl           | Kristina Riis-Johannessen | Laura Pirovano            | Resultat |
| 3 februari 2017   | Chatel               | SS        | Tina Robnik               | Kristin Lysdahl           | Meta Hrovat               | Resultat |
| 9 februari 2017   | Bad Wiessee          | S         | Melanie Meillard          | Sarka Strachova           | Anna Swenn-Larsson        | Resultat |
| 10 februari 2017  | Bad Wiessee          | S         | Melanie Meillard          | Resi Stiegler             | Anna Swenn-Larsson        | Resultat |
| 12 februari 2017  | Göstling / Hochkar   | SS        | Tina Robnik               | Jessica Hilzinger         | Elisabeth Kappaurer       | Resultat |
| 13 februari 2017  | Göstling / Hochkar   | S         | Anna Swenn-Larsson        | Marina Wallner            | Susanne Weinbuchner       | Resultat |
| 19 februari 2017  | Crans-Montana        | SL        | Laura Pirovano            | Sabrina Maier             | Dajana Dengscherz         | Resultat |
| 20 februari 2017  | Crans-Montana        | AK        | Rosina Schneeberger       | Federica Sosio            | Nadine Fest               | Resultat |
| 20 februari 2017  | Crans-Montana        | SL        | Sabrina Maier             | Laura Pirovano            | Kristin Lysdahl           | Resultat |
| 22 februari 2017  | Sarntal              | SG        | Nina Ortlieb              | Nadine Fest               | Kristina Riis-Johannessen | Resultat |
| 25 februari 2017  | Sarntal              | SL        | Lisa Hörnblad             | Kristina Riis-Johannessen | Sabrina Maier             | Resultat |
| 17 mars 2017      | Innichen-San Candido | SS        | Elisabeth Kappaurer       | Katharina Liensberger     | Jessica Hilzinger         | Resultat |
| 19 mars 2018      | Innichen-San Candido | S         | Camille Rast              | Anne-Sophie Barthet       | Julia Gruenwald           | Resultat |